# Metropolie Petra a Chersonisos
Metropolie Petra a Chersonisos je jedna z metropolií Krétské pravoslavné církve, nacházející se na území Řecka.

## Historie
Byla založena roku 961 oddělením z eparchie Ierapytnis. Eparchie byla zrušena po dobytí Kréty Benátčany, kdy byli dosazeni katoličtí biskupové. Byla obnovena po dobytí Kréty Turky.
Roku 1934 došlo ke spojení eparchie Petra a Setea a tím vznikla eparchie Neapolis.
Dne 24. října 1935 byla eparchie rozdělena.
Dne 25. září 1962 byla povýšena na metropolii.
Dne 4. prosince 2000 byla přejmenována na Petra a Chersonisos.